# 새댁 (1962년 영화)
"새댁"은 한국에서 제작된 이봉래 감독의 1962년 영화이다. 도금봉 이 이 영화로 1963년 대종상 여우주연상을 수상했다.

## 출연
- 도금봉
- 이대엽
- 김희갑
- 황정순
- 이빈화
- 방성자
- 엄앵란